# 鳥居

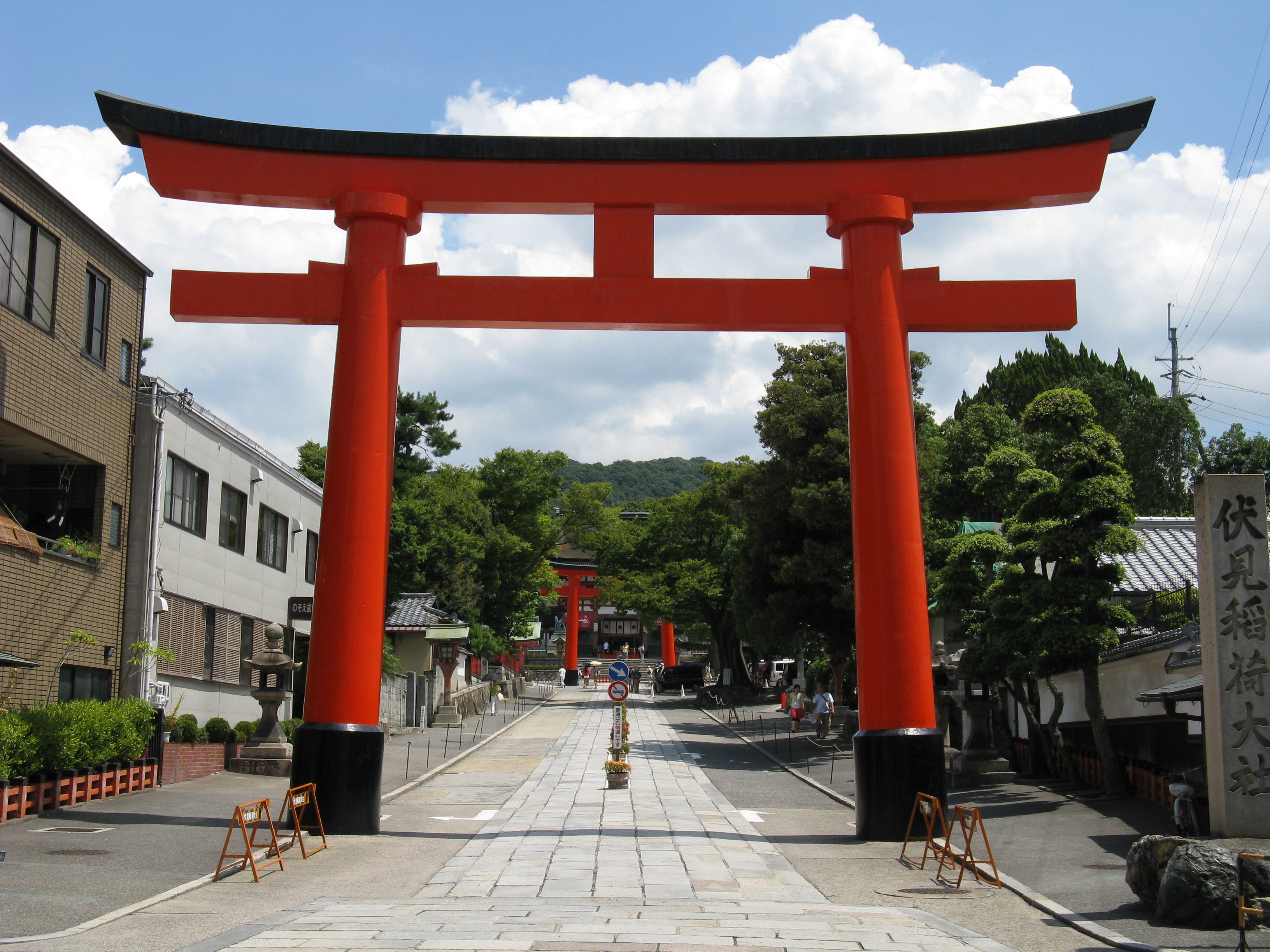
伏见稻荷大社的第一鸟居(2008年)

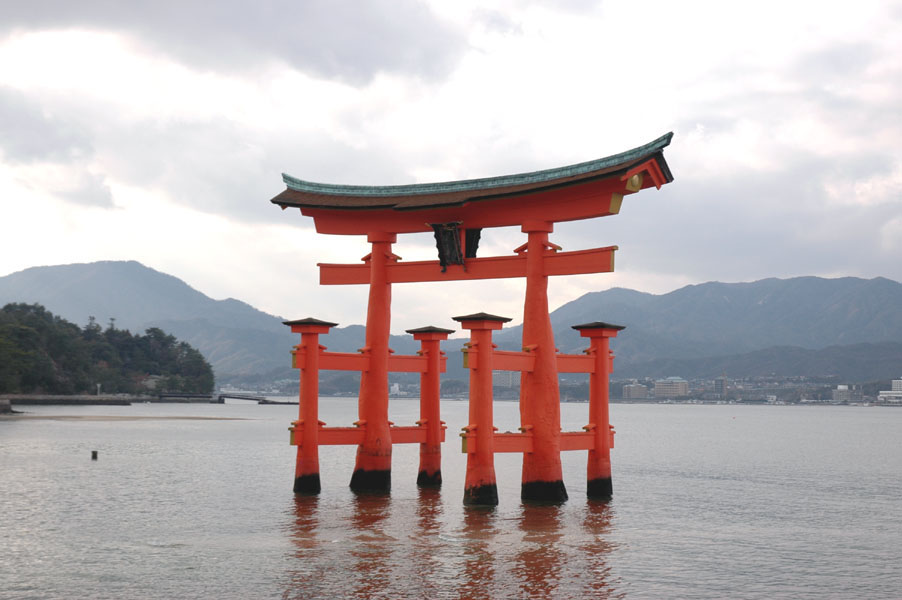
屬严岛神社管理的海上鸟居

鳥居（日语：／ Torii）是日本神社的建築之一，傳說是連接神明居住的神域與人類居住的俗世之通道，屬「結界」的一種（除了稻荷神社信徒奉獻的紅色鳥居），通常設在神社各個入口。鳥居有多種形狀，但大多均以兩根支柱與一至二根橫樑構成，部分鳥居在橫樑中央有牌匾。

## 概要
豎立鳥居的習俗，據說於設立神社前已經存在。

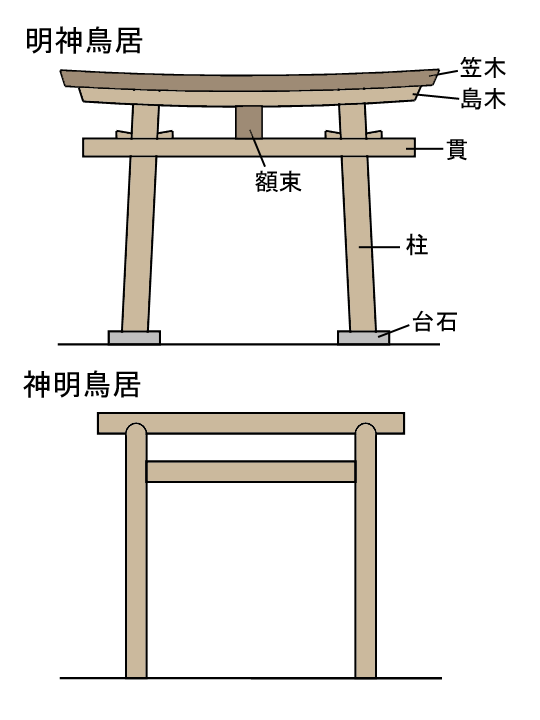
鳥居的形状

鳥居種類
A「神明鳥居（Shinmei torii）」
B「鹿島鳥居（Kashima torii）」
C「明神鳥居（Myōjin torii）」
D「八幡鳥居（Hachiman torii）」
E「春日鳥居（Kasuga torii）」
F「中山鳥居（Nakayama torii）」
G「外宮鳥居（Gekū torii）」
H「三柱鳥居（Mihashira torii）」
I「三輪鳥居（Miwa torii）」
J「両部鳥居（Ryōbu torii）」

關於鳥居的起源眾說紛紜。據神道教的天岩户傳說，一次天照大神因爲討厭她的弟弟，找了一個山洞躲起來，用石頭將洞口堵上，人間因此沒有了太陽。大家想了一個辦法，建立了一個高高的木架，將所有的公雞放到上面，讓所有的公雞一起啼叫。天照大神感到奇怪，推開石頭看看，躲在一旁的相撲力士們立刻抓住機會合力將石頭推開，這個世界就重新大放光明了。這個木架就是第一個鳥居。在日本漢字中，“鳥”（とり）字單用時在指鳥類之外也可以指雞，因此鳥居可以被譯為“置放雞的木架”。此外也有说法指鳥居是源於古中國的牌坊、朝鮮半島的紅箭門、古印度的托拉纳等。
在日本各地的神社之中，位於京都的伏見稻荷大社是因為鳥居而聞名的神社之一。供奉商業之神的該神社由于有人许愿就敬献一座鸟居，經年累月之下神社境內豎立的鸟居排列成一座座長長的甬道，而被稱為「千本鳥居」。除此之外，位於廣島縣離島宮島上的嚴島神社，也以其豎立在海中的大鳥居著名，是常被用來象徵日本傳統信仰文化的知名鳥居之一。
按日本圖例，神社在日本的地圖上即用鳥居（⛩）表示。Unicode的雜項符號和圖符也有收錄鳥居的符號U+26E9 ⛩ 。

## 图片集

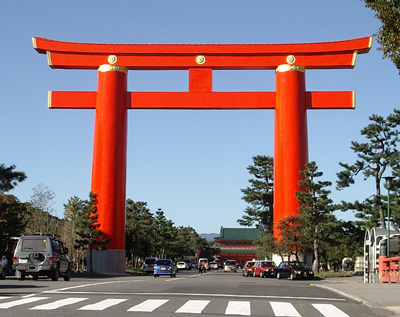
平安神宮大鳥居
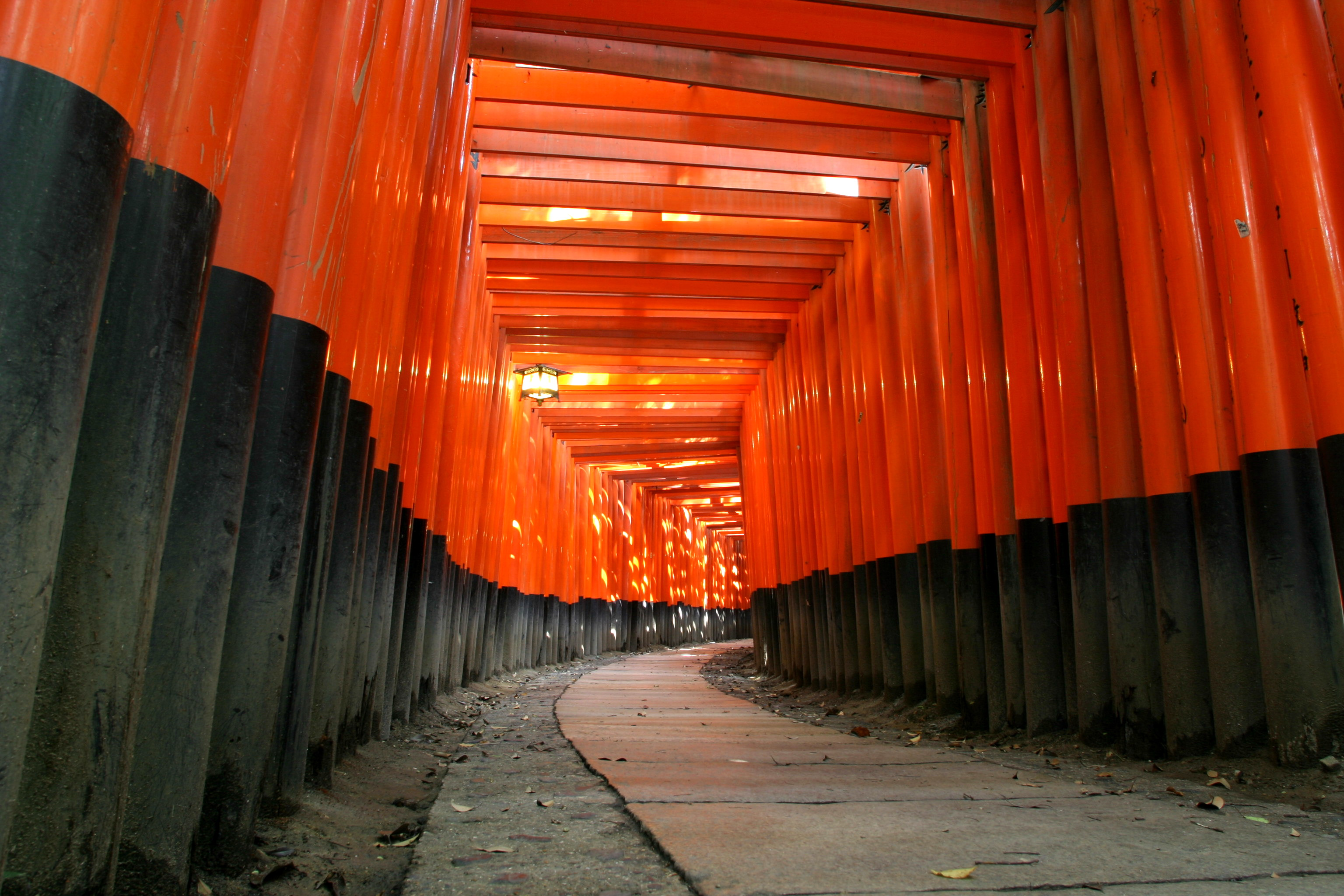
京都伏見稻荷大社境內鳥居甬道（千本鳥居）
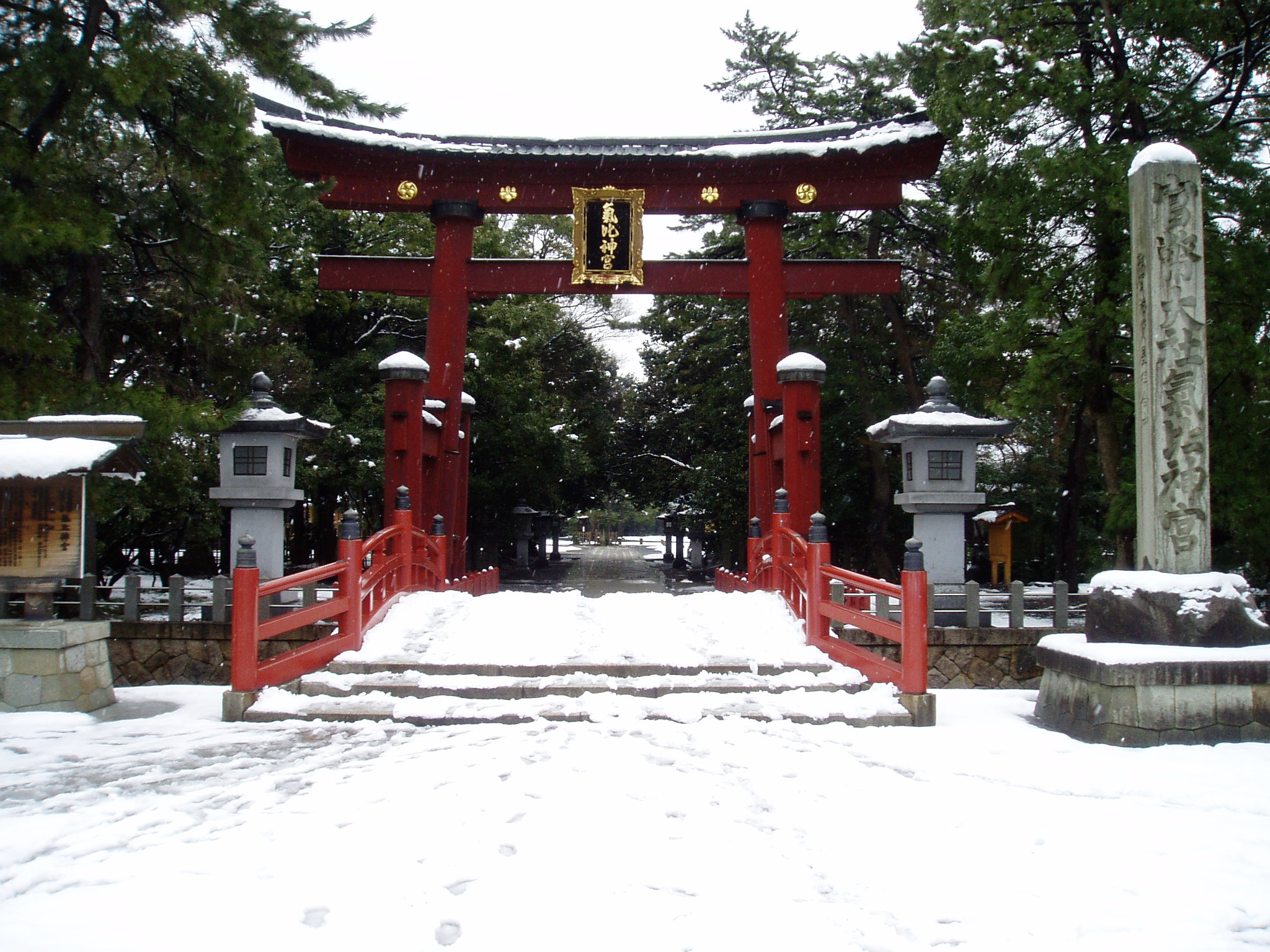
氣比神宮的大鳥居
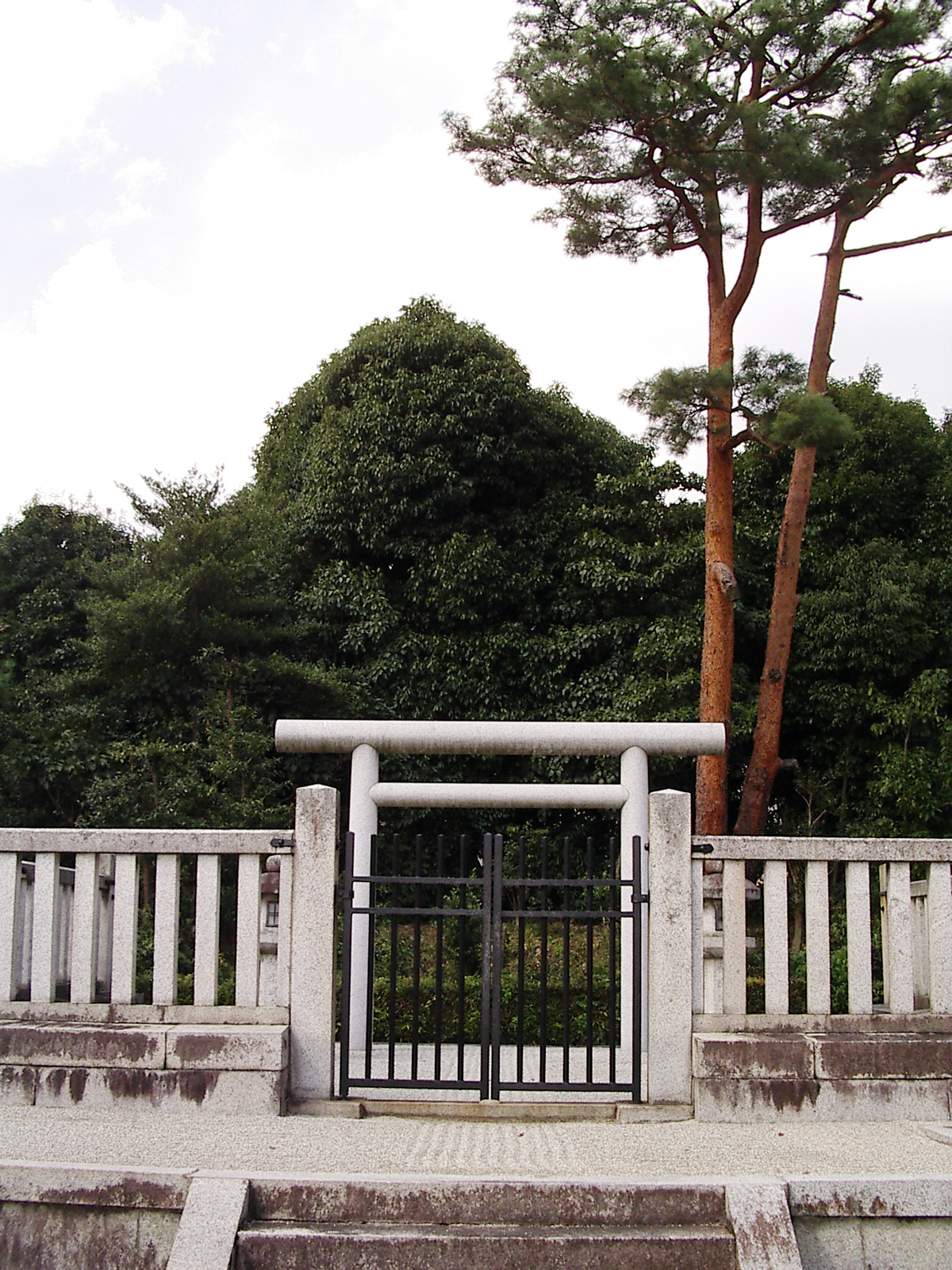
陽成天皇陵
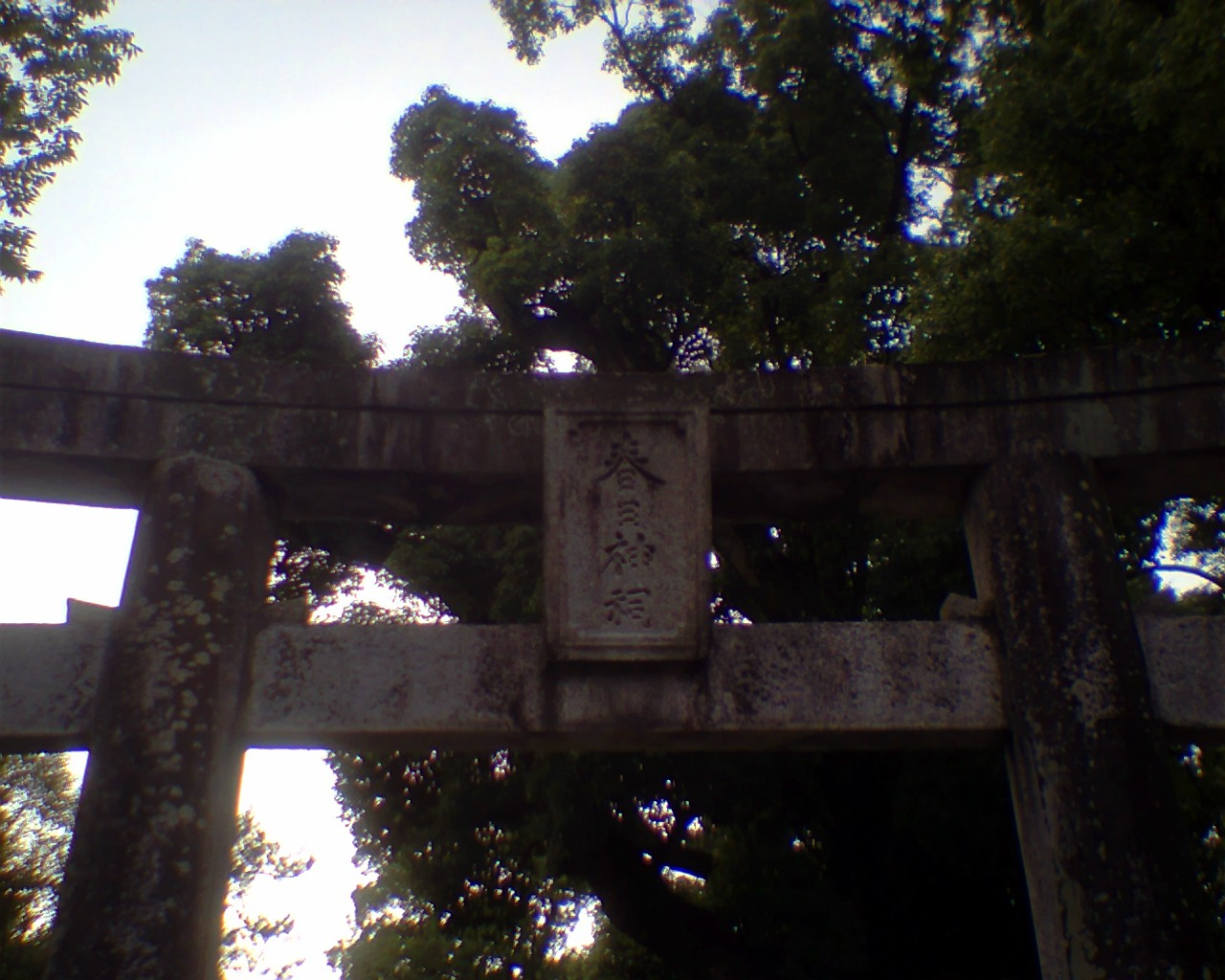
福冈县春日市春日神社（宝永七年奉納）
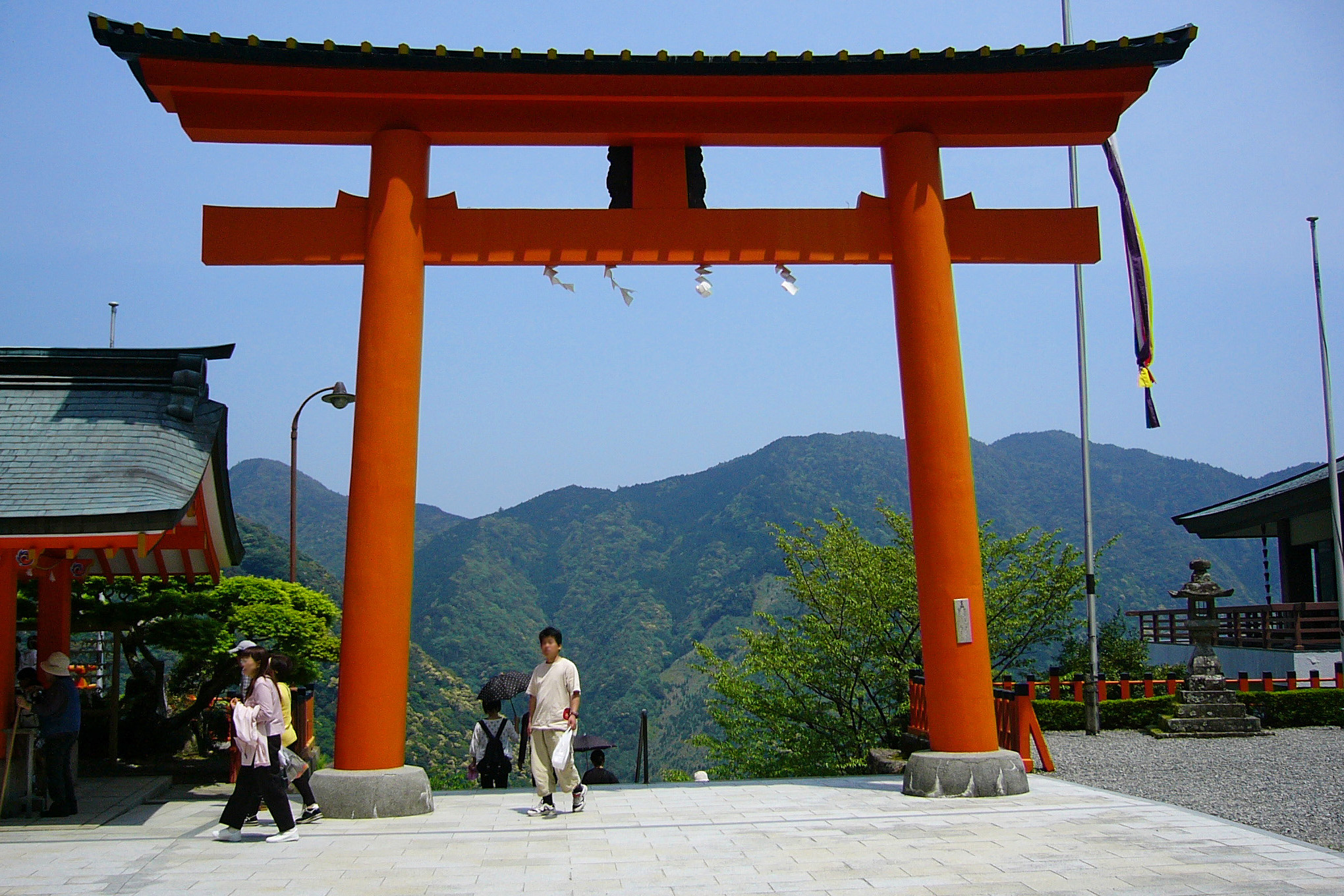
熊野那智大社 二的鳥居
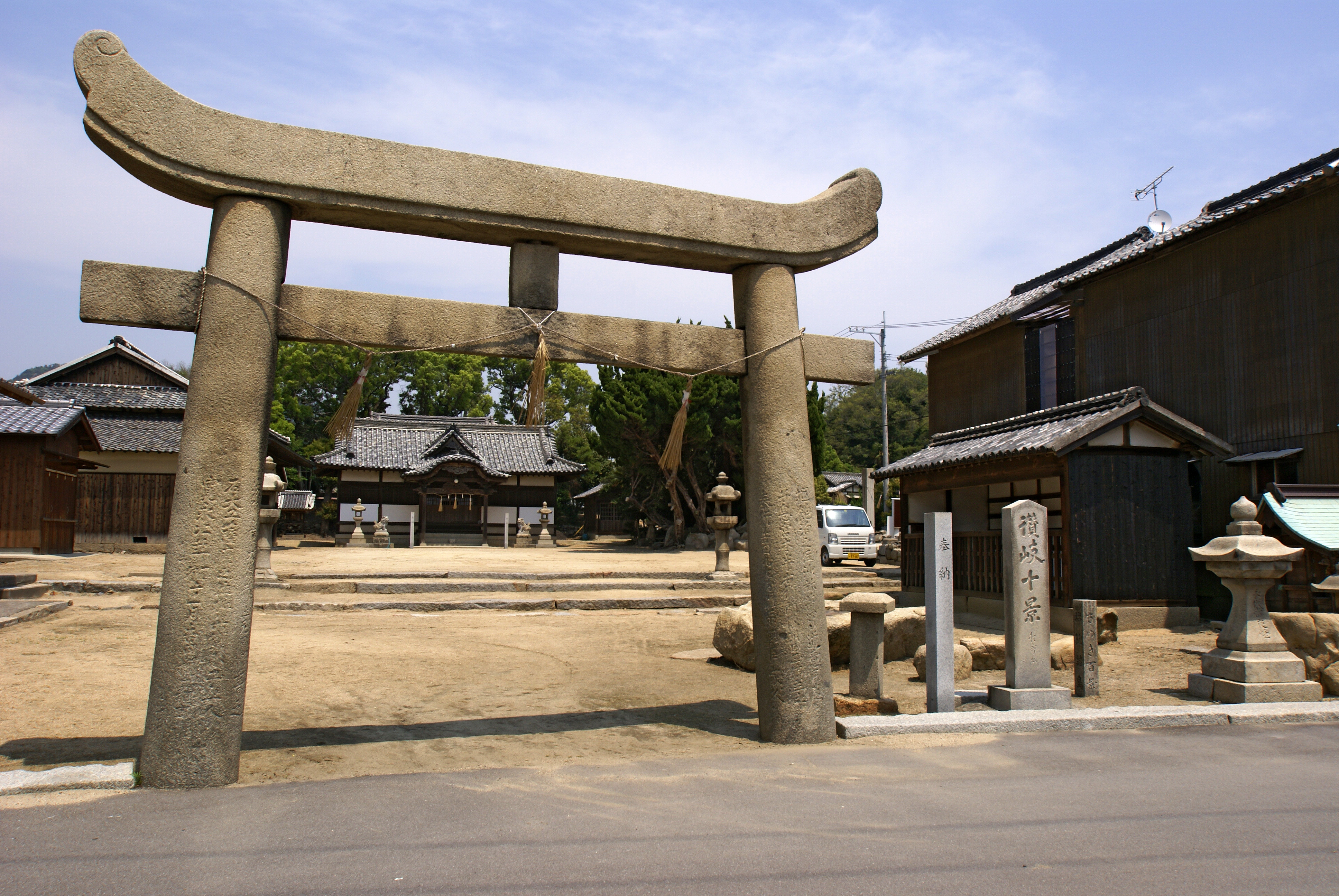
木烏神社的鳥居
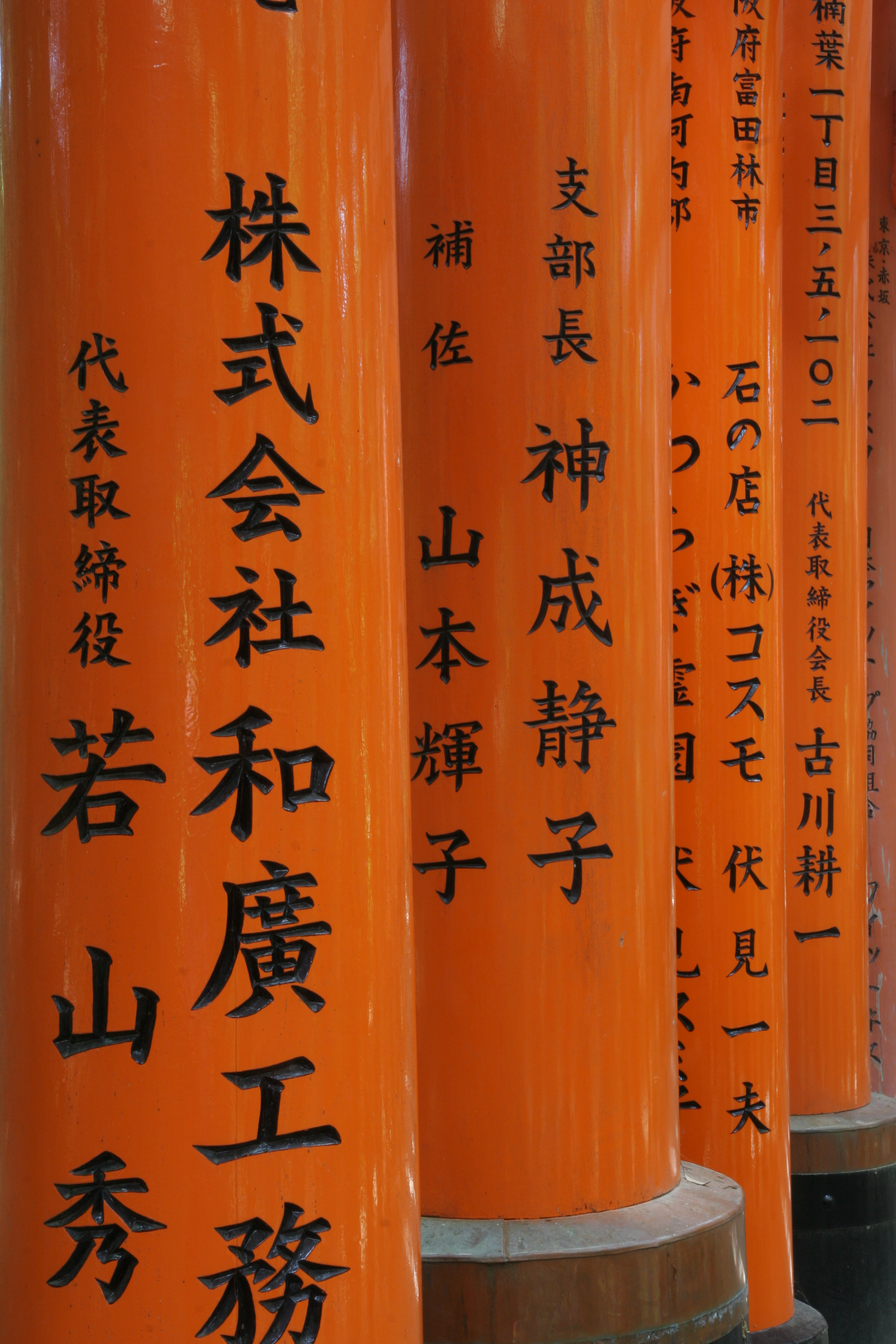
日本京都伏见稻荷神社前鸟居上奉献者的题名
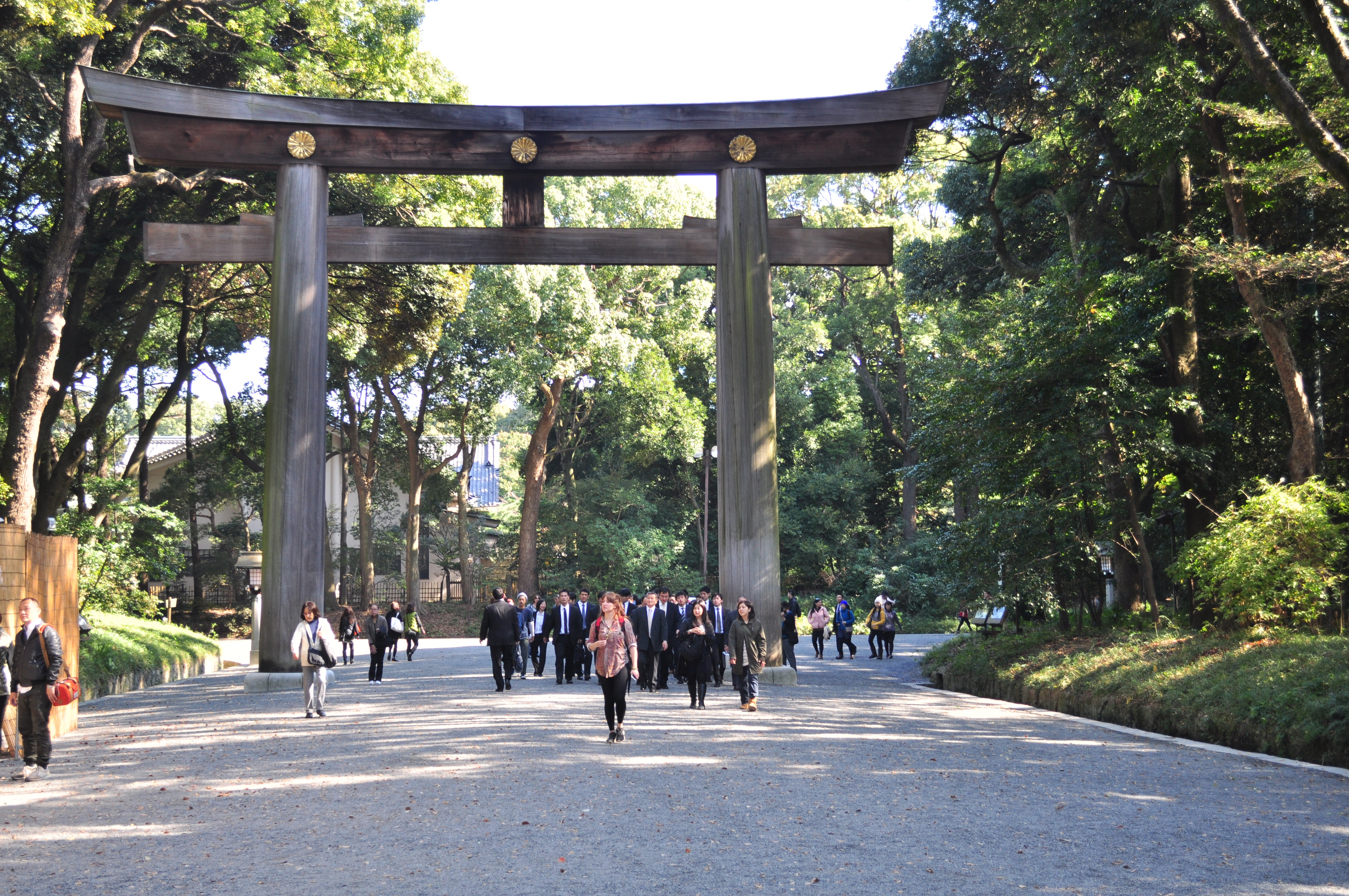
明治神宮大鳥居
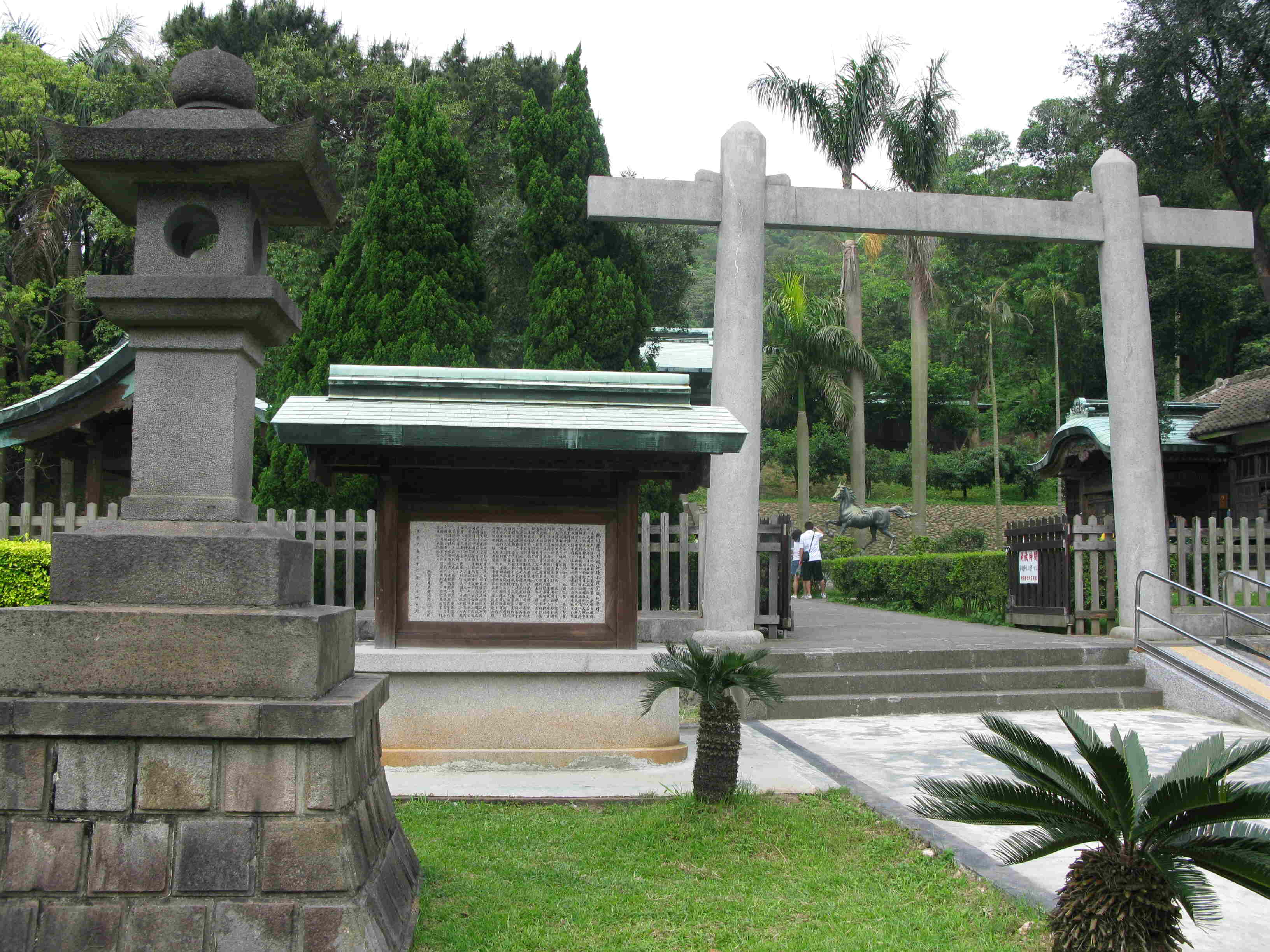
台灣桃園神社的鳥居-已被修改過。
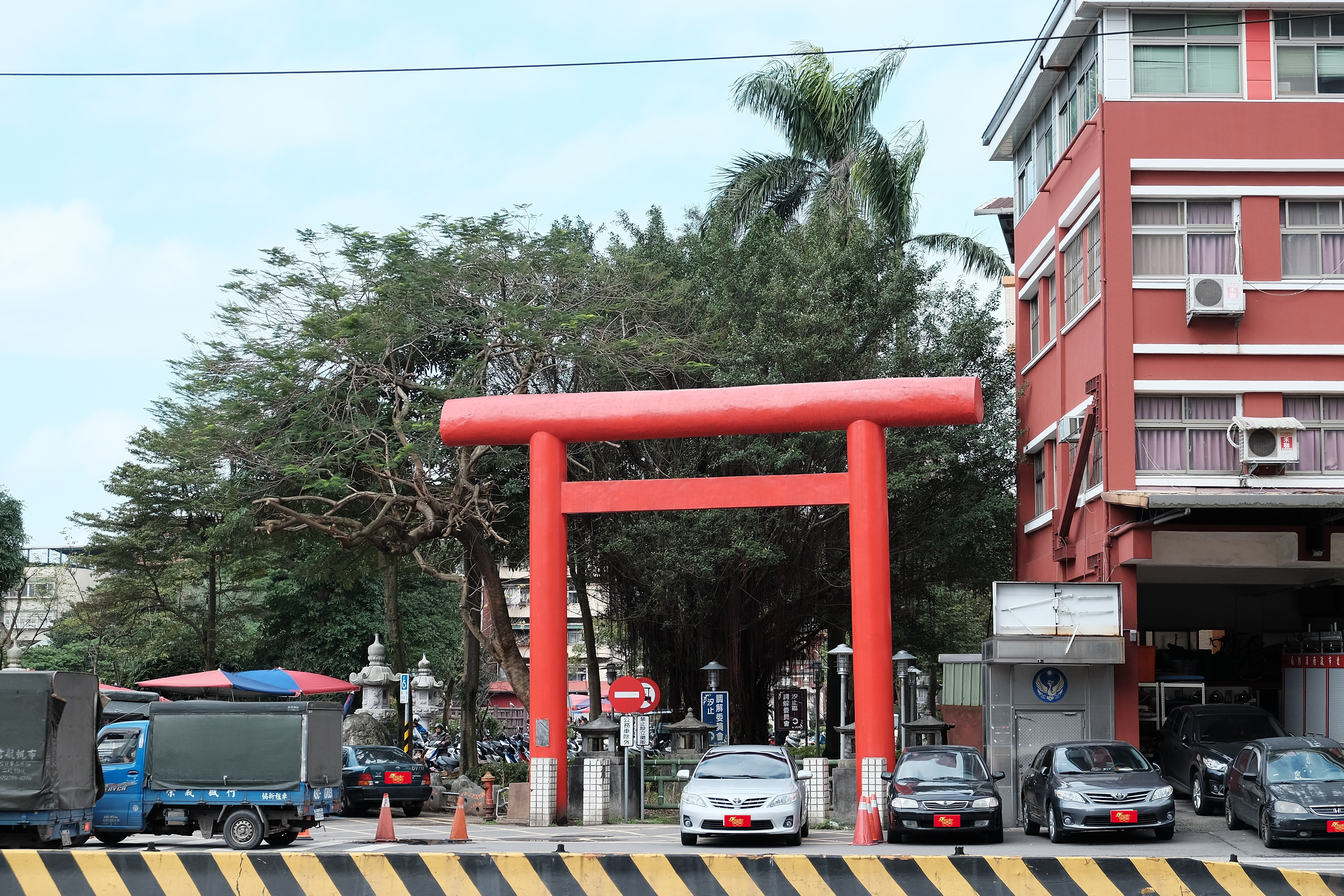
台灣汐止神社的鳥居。
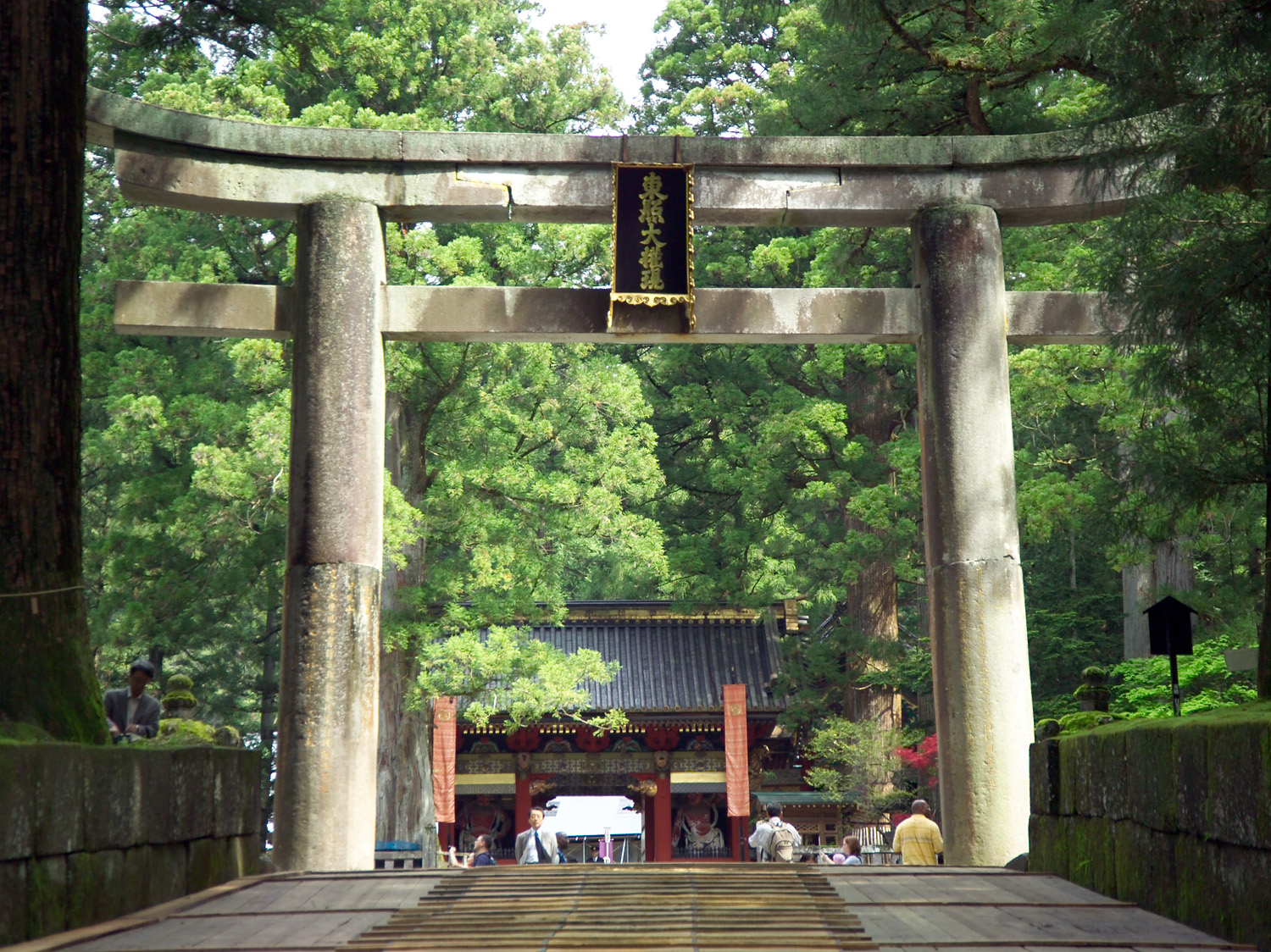
日光東照宮明神鸟居
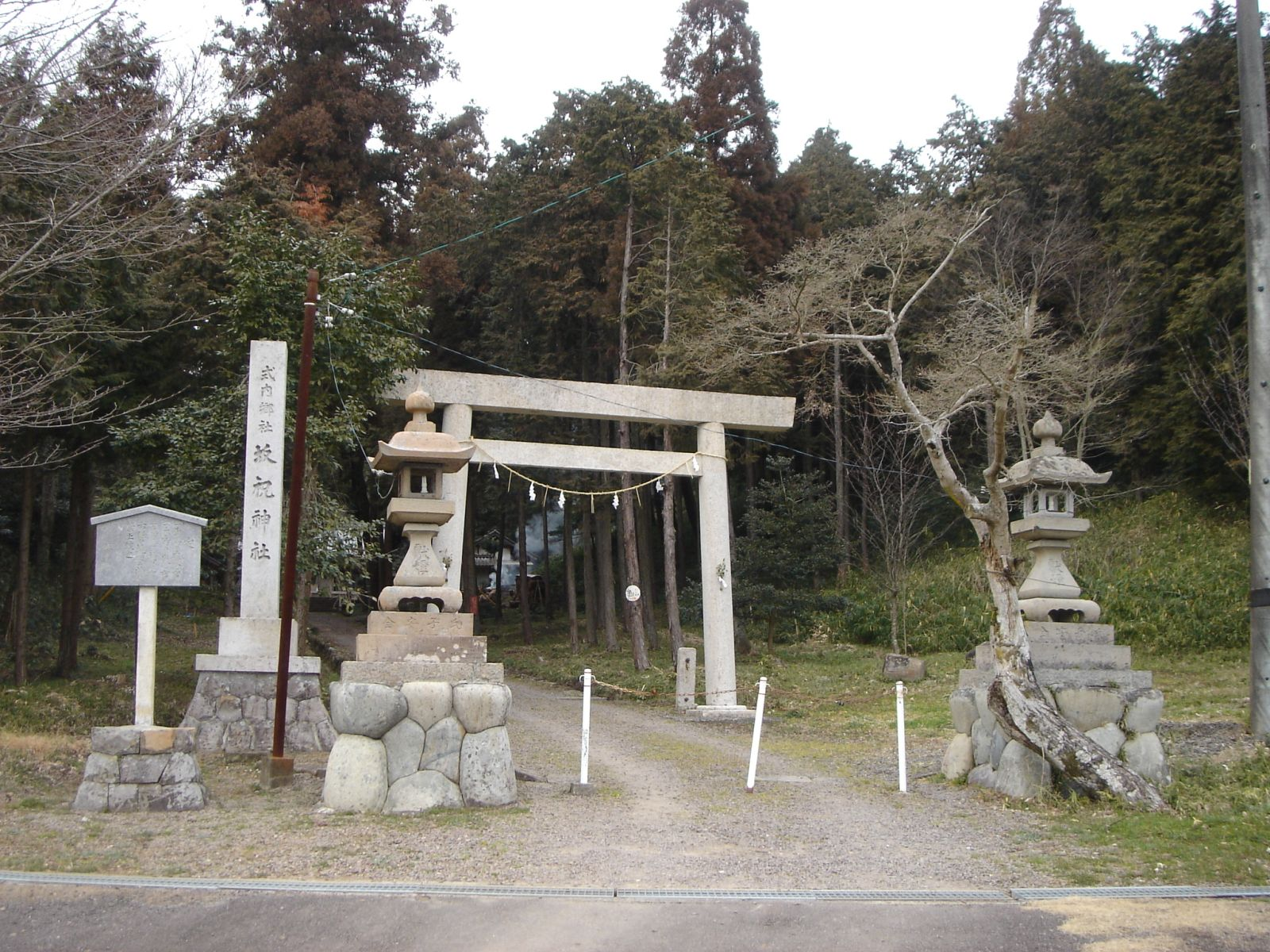
坂祝神社神明鸟居
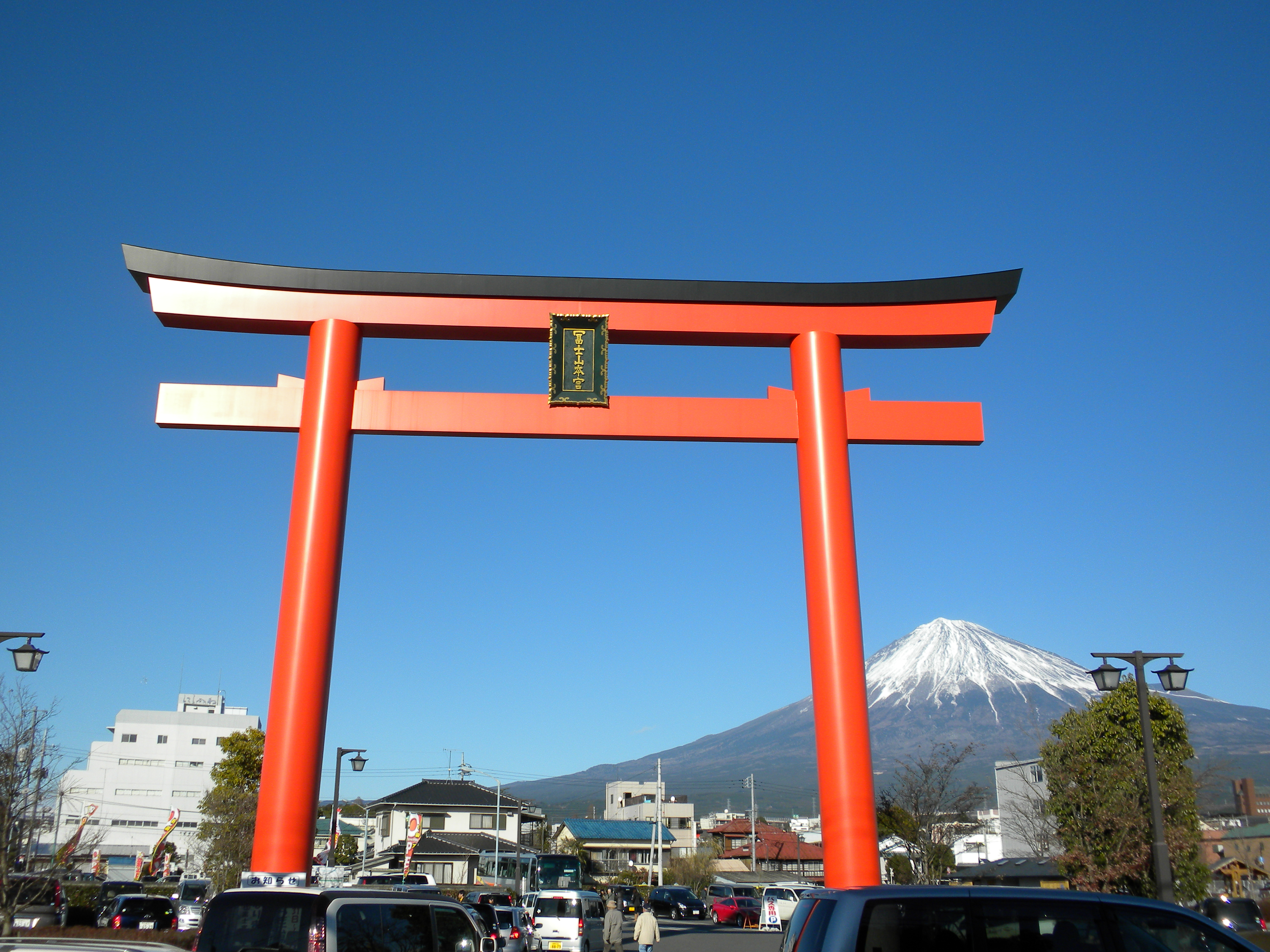
富士山本宮淺間大社
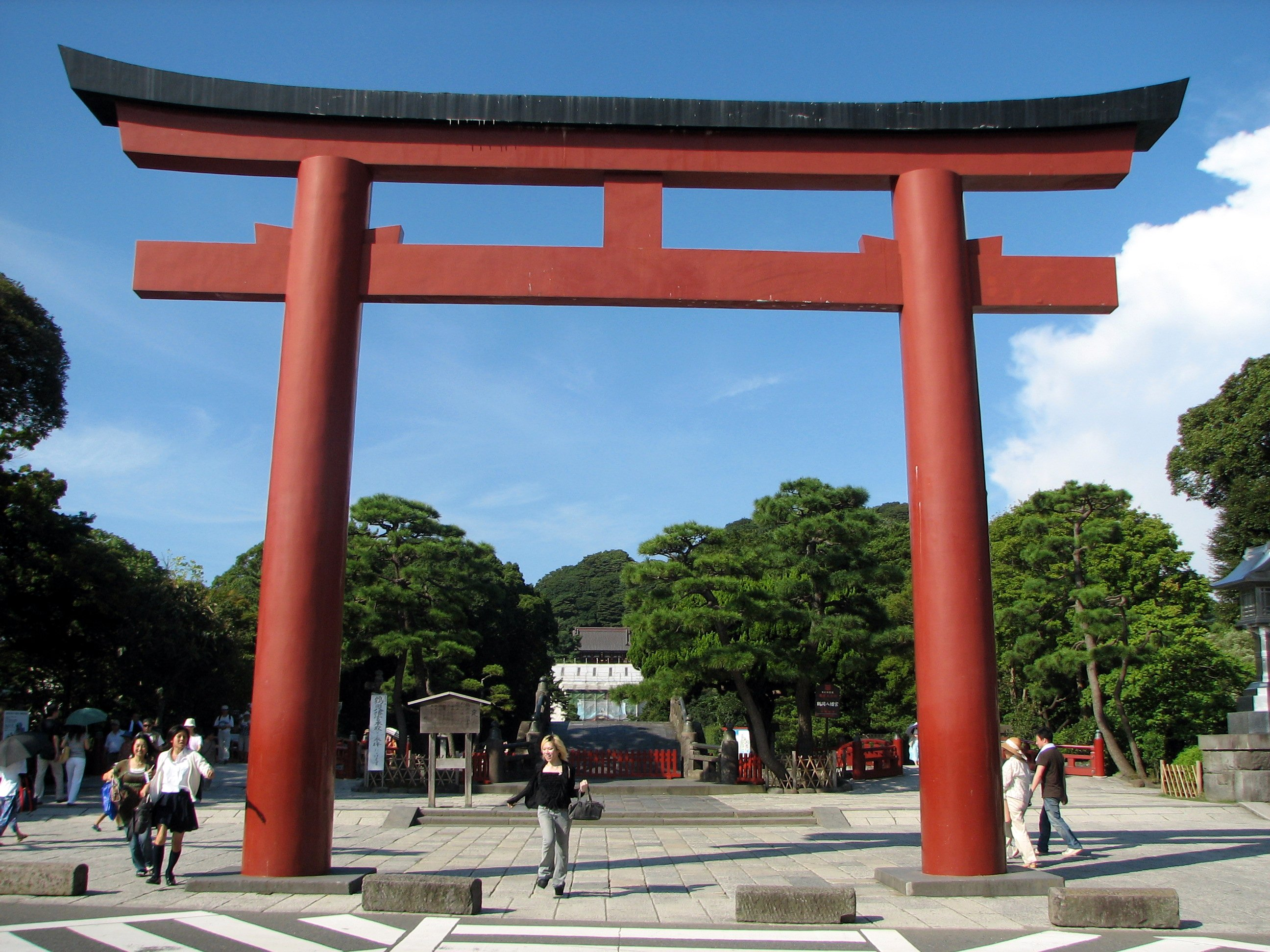
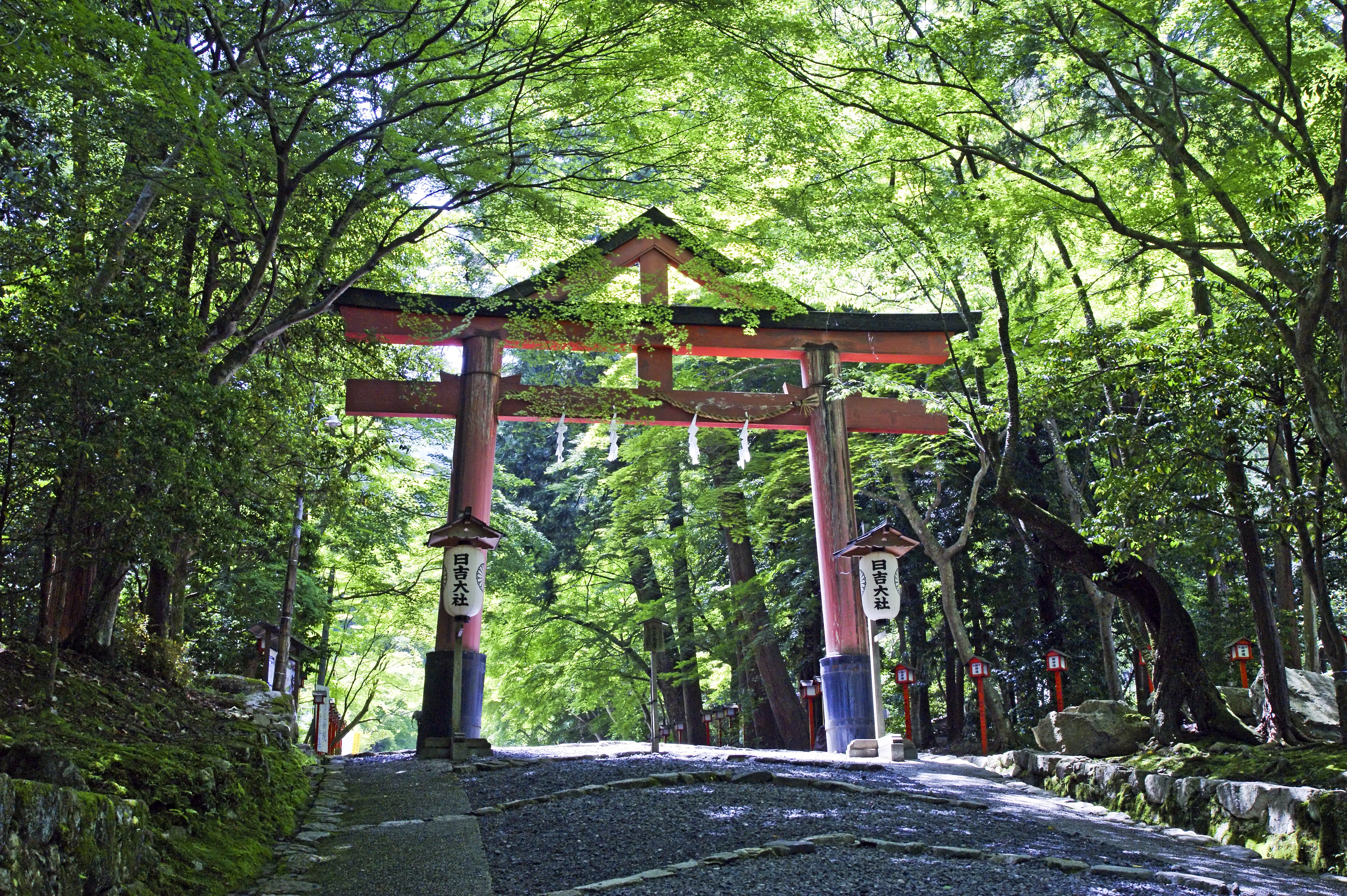
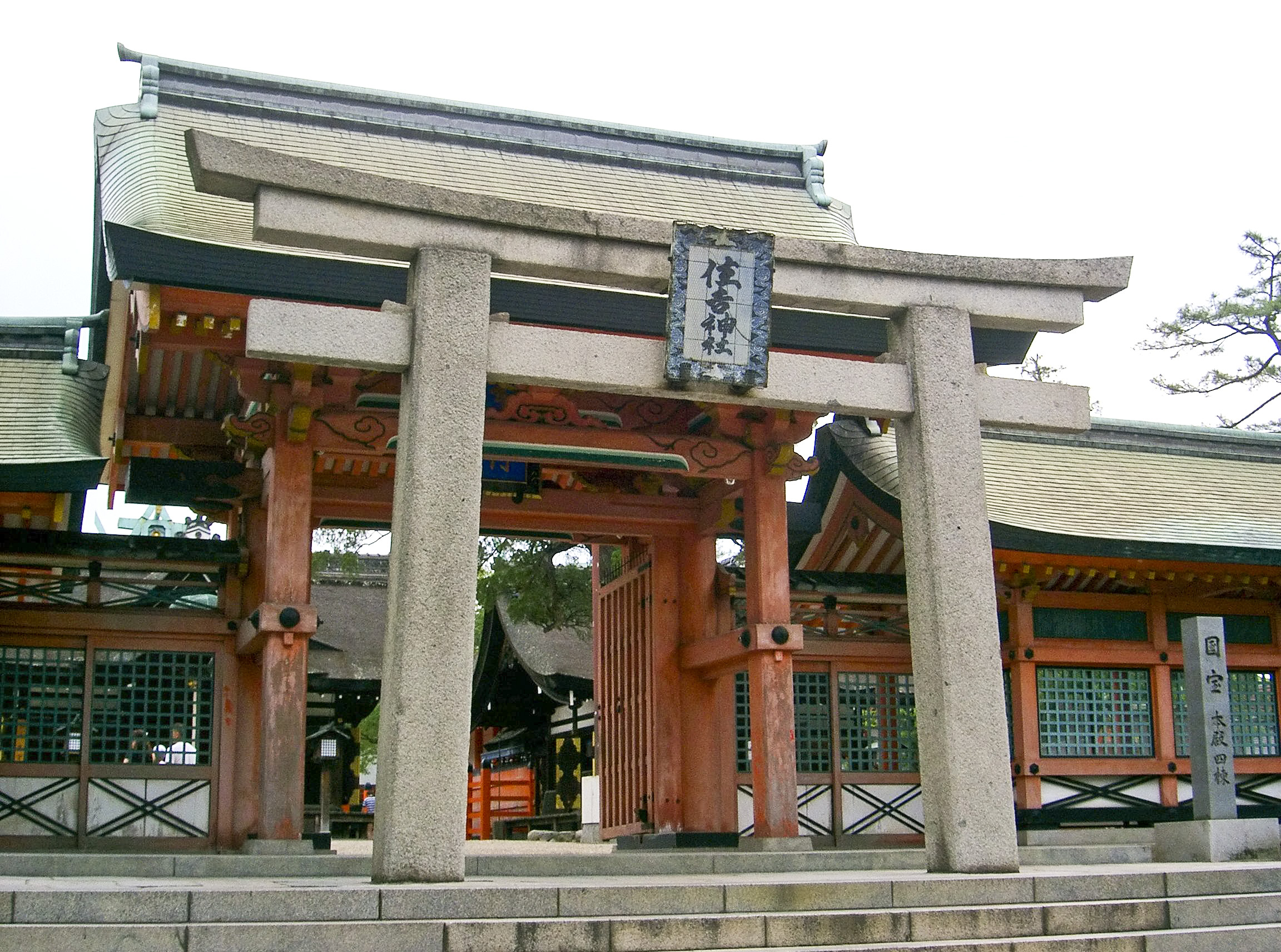
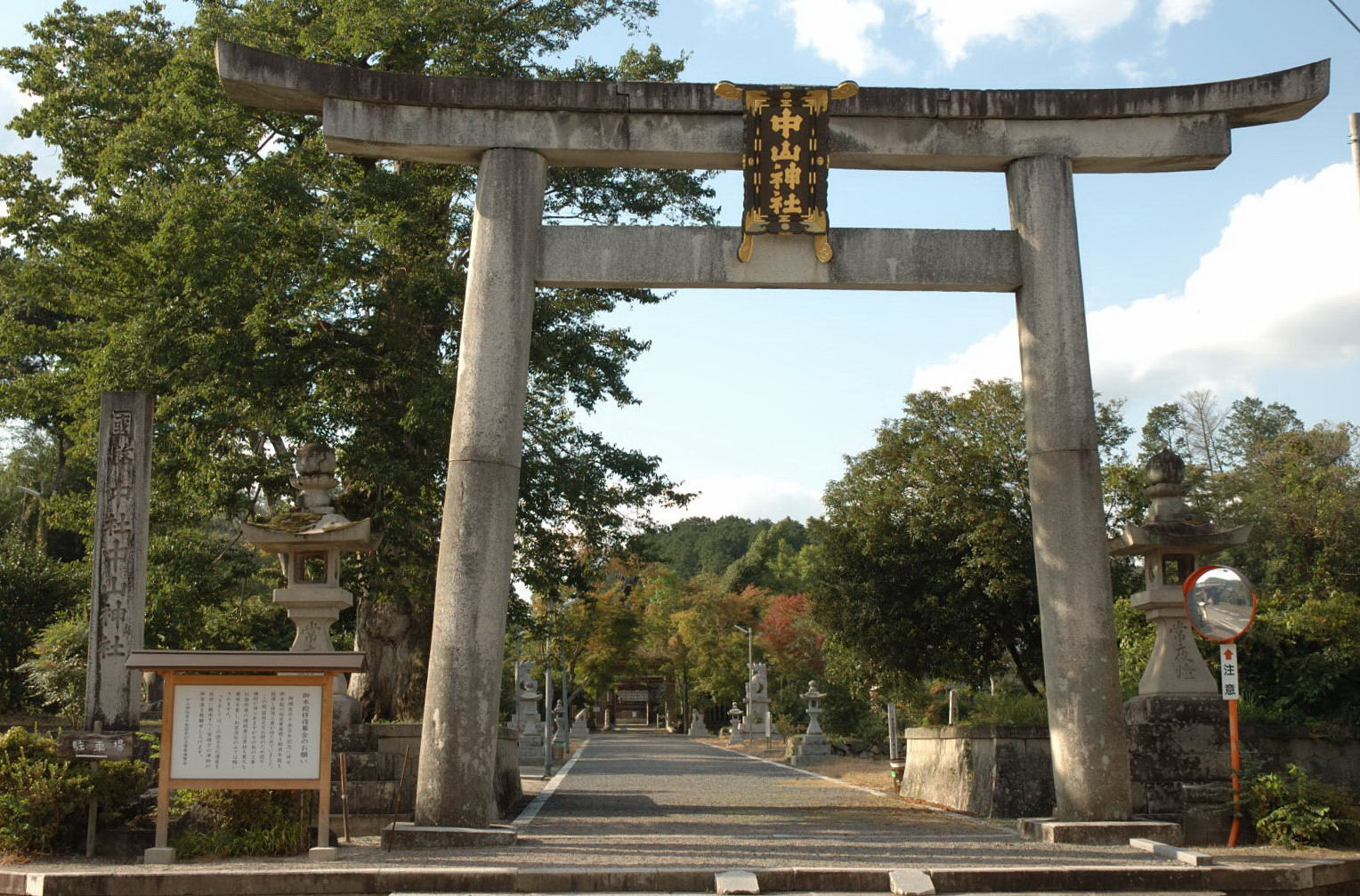
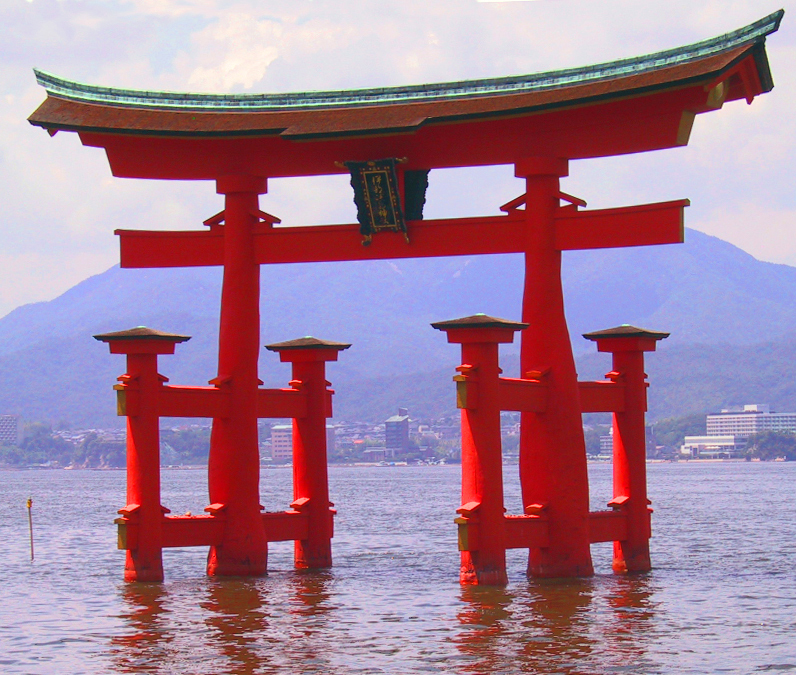
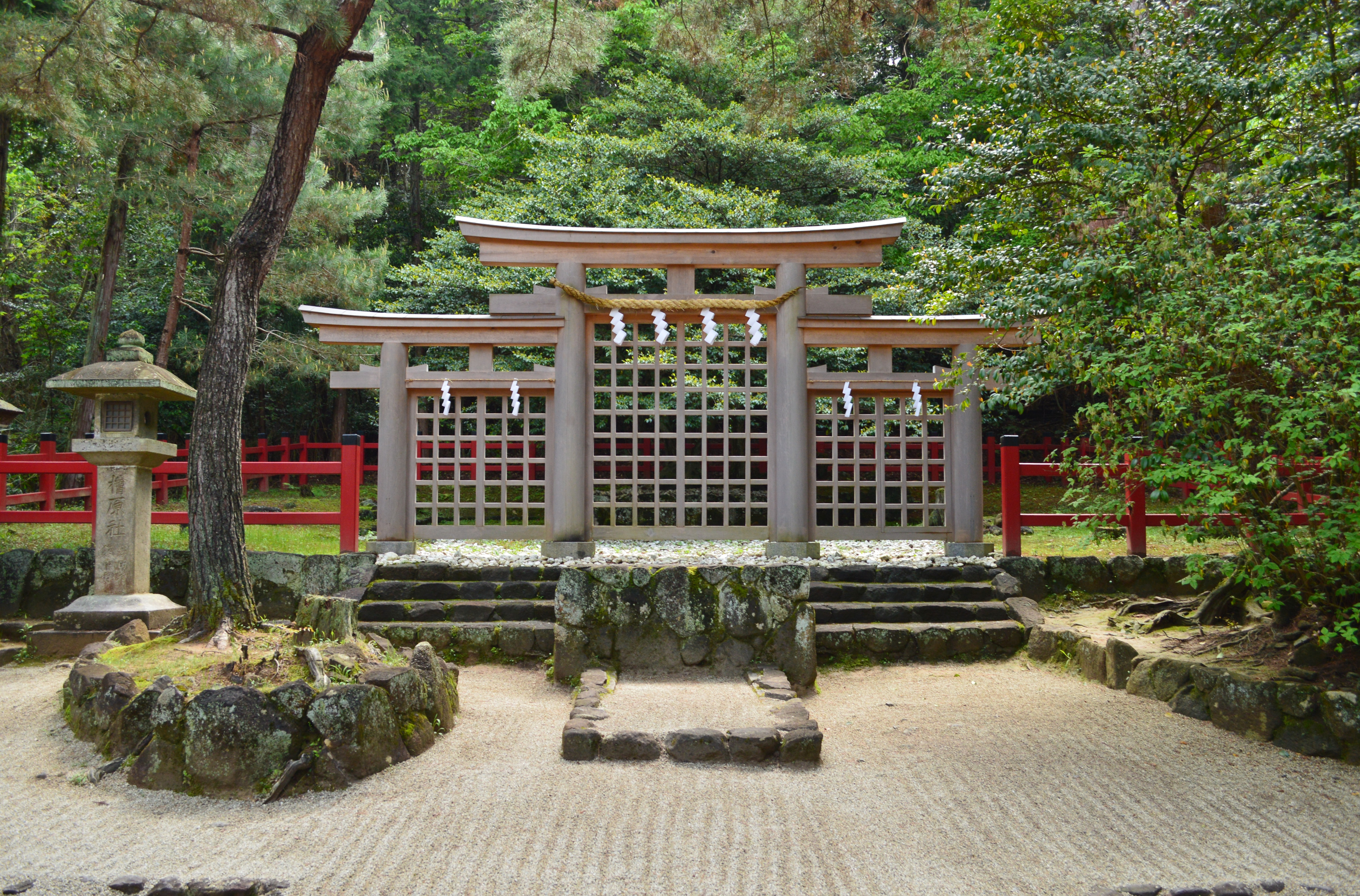
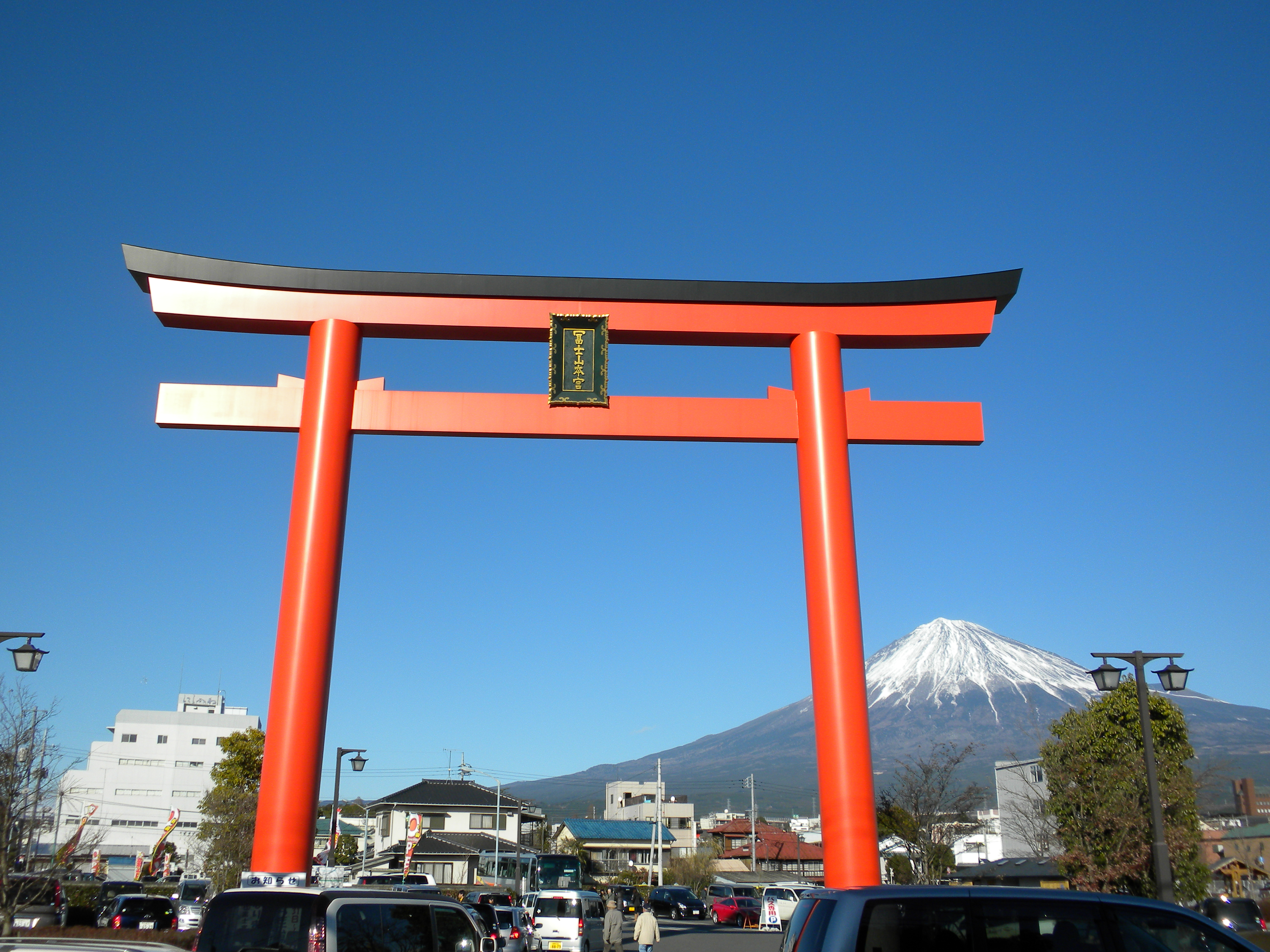

## 符號編碼
鳥居符號編碼記載於雜項符號。
- U+26E9 ⛩ SHINTO SHRINE